# The Dope Show
«The Dope Show» es una canción del álbum Mechanical Animals de Marilyn Manson lanzado al mercado en 1998, se estrenó en septiembre de ese año como sencillo principal del álbum. La letra fue escrita por Marilyn Manson y la música por Twiggy Ramirez.

## Información de la canción
«The Dope Show» se originó en un punto en la historia de Marilyn Manson en el que se veía a la banda despojarse de lo oscuro y las incursiones nihilistas que caracterizaron a Antichrist Superstar, su álbum previo. El sencillo, una canción de hard rock con el estilo de T. Rex y David Bowie en los finales de los años 1970, actúa como una clase de introducción a la nueva propuesta de la banda. Jeordie White (Twiggy Ramirez) indicó en la sección Q/A de su sitio web que la canción proviene de «un plagio de la canción de Iggy Pop 'Nightclubbing'» de su álbum The Idiot. También dijo que es «una mezcla de T. Rex y Oasis».
La estrofa de la canción y las estructuras del coro pronuncian drásticamente estilos diferentes que brindan a la canción una sensación «híbrida»: sonidos electrónicos son yuxtapuestos con sonidos de guitarra al estilo derivado del rock clásico para dar un tono que es tanto clásico como futurista. La canción se caracteriza por un profundo y ondulatorio walking bassline de B a D proporcionado por Twiggy Ramirez y acentuado por un hi-hat repetitivo y sintetizado. El coro por otra parte, presenta golpes rítmicos de 4/4 que el baterista Ginger Fish describió como «un choque y rechinido plenos... un compás desnudista», bajo la llave del éxito de la canción, se encuentran también los power chords típicos del glam rock de igual forma realizados por Ramirez que también interpretó las sencillas, pero tan efectivas partes de guitarra en el estribillo final. La canción fue escrita y grabada en un tiempo de 12/8, utilizando un swing beat en las estrofas.
La letra es una admonición a una persona que desea abandonar su vida por el estilo de vida del rock and roll:
| Letra original: There's lots of pretty, pretty ones who want to get you high. But all the pretty, pretty ones will leave you low, and blow your mind. | Traducción: (Hay muchos guapos, guapos) (que te quieren hacer grande.) (Pero todos esos guapos, guapos) (te dejarán abajo, y golpearán tu mente.) |

Además se hace referencia a la evidente atracción por el mundo de la fama, el glamour y las drogas — y al vacío y falta de sentido de dicho mundo. En última instancia y haciendo eco de la predicción de Andy Warhol que dice que todos "serán famosos por quince minutos", Manson declara que "ya somos estrellas, en el show de la droga".
«The Dope Show» fue nominado para un Premio Grammy en 1999 por Mejor Interpretación de Hard Rock.
Un extracto de la canción fue incluido en la mezcla de «Polka Power» de "Weird Al" Yankovic en 1999.

## Video musical
El estreno del sencillo de The Dope Show fue acompañado por un video musical surrealista dirigido por Paul Hunter, el cual fue filmado a finales de julio de 1998 y estrenado el 20 de agosto de 1998. Algunas escenas recuerdan a El hombre que vino de las estrellas, pues Manson aparece — pelirrojo, con su cuerpo entero, incluyendo senos de goma protésicos, cubiertos en maquillaje blanco de caracterización — como un extraterrestre andrógino vagando por los alrededores de los Hollywood Hills. Es capturado, estudiado en un laboratorio y finalmente transportado en limusina a un escenario donde él y los demás miembros de la banda — la banda ficticia Omega and The Mechanical Animals — interpretan la canción en un concierto antes de que los histéricos fanes acaben los disturbios y terminen por romper la barrera de seguridad. El actor Billy Zane hace un cameo en la secuencia de la limosina, como un ejecutivo de la industria musical. La misma secuencia muestra parodias de la revista SPIN (se llama "Spun" en el video) y del National Enquirer.
Las imágenes del video emplean varios homenajes a La montaña sagrada del director chileno Alejandro Jodorowsky, más específicamente a una secuencia de la destrucción de moldes de yeso del cuerpo del personaje principal en una posición de crucifixión.
El video ganó un MTV Video Music Award en 1999 por "Mejor Fotografía", así como el premio "Maximum Vision". Fue filmado en un grado de cine estándar en una película fotográfica de 33 mm marca Kodak; el contraste, la saturación y el matiz del color fueron alterados dramáticamente para obtener su apariencia clásica. El video fue filmado por más de dos semanas — algo radical en comparación con el estándar industrial de dos días. Interscope Records patrocinó el video, mientras HSI Productions lo filmó y produjo. Manson lo codirigió. El rodaje dio inicio el martes 8 de agosto de 1998.
La secuencia de la presentación musical de «The Dope Show» fue filmada enfrente de Los Angeles Municipal Courthouse ubicado en North Hill Street. La arquitectura brutalista del Courthouse no permitió una razonable altura o ángulo para poder filmar; en lugar de eso la banda fue ubicada en la cima de un tráiler de un camión de transporte de 18 neumáticos. Las cámaras se situaron sobre brazos mecánicos, y en una distancia a través de la calle, fueron usadas para filmar las dramáticas tomas del concierto. Estas escenas son intercaladas con segmentos que muestran al drag queen The Goddess Bunny (muy conocido en el underground) bailando con un vestido amarillo de lentejuelas, similar al usado por Twiggy Ramirez en el mismo video. Los trajes usados en el video, incluyendo los vestidos y las botas rojas estampadas de diamantes de Marilyn Manson (las cuales presentan una suela de 6 pulgadas con tacón) fueron diseñados conjuntamente por Manson y Terri King. El traje de The Goddess Bunny, un vestido largo con costura de lentejuelas (usado para la presentación en vivo de los MTV Awards) fue diseñado y remendado a mano por Kris Hendrickson, también conocido como el littlemskris de San Francisco.
El video está disponible en el DVD incluido con algunas ediciones de Lest We Forget, así como en la recopilación de VHS God Is in the TV, que también incluye una toma «sin censura» del material donde Twiggy Ramirez, Madonna Wayne Gacy y The Goddess Bunny están desvistiéndose y besándose en la parte trasera de una limusina.
El video se posicionó en el #16 de los MuchMusic's 50 Most Controversial Videos por la grotesca apariencia de Marilyn.

## Variación en la letra de la canción
Durante presentaciones en vivo, Manson cambia la letra recurrentemente. Según The Last Tour on Earth las líneas van de «Cops and Queers» (Polícias y Queers) a «the pigs and fags» (los cerdos y maricas). También la línea que dice «the drugs, they say are made in California» (las drogas, dicen que están hechas en California) la cambian a «the drugs, they say are made right here in (city name)» (las drogas, dicen que están hechas aquí en (ciudad donde Marilyn Manson se presenta)).

## Formatos y listas de tracks
| UK CD single 1 1. «The Dope Show» 2. «Sweet Dreams (are made of this)» (Live) 3. «Apple of Sodom» (Live) UK CD single 2 1. «The Dope Show» 2. «The Beautiful People» (Live) 3. «The Dope Show» (Video) UK 10" vinyl picture disc 1. «The Dope Show» 2. «The Dope Show» | Australian Enhanced CD single 1. «The Dope Show» 2. «Sweet Dreams (are made of this)» (Live) 3. «Apple of Sodom» (Live) - also featured an interactive Electronic Press Kit Japanese CD single 1. «The Dope Show» 2. «Sweet Dreams (are made of this)» (Live) 3. «Apple of Sodom» (Live) 4. «The Beautiful People» (Live) |

## Créditos de producción
| Músicos: - Marilyn Manson – vocalista principal y de fondo, baterías eléctricas - Twiggy Ramirez – bajo, ritmo y guitarras principales, arreglo - Madonna Wayne Gacy – teclado eléctrico - Melora Creager de Rapustina - Seguna Voz en apple of sodom | Producción: - Michael Beinhorn — productor - Marilyn Manson — productor - Sean Beavan — producción adicional - Tom Lord-Alge — mixing |